# Váci utca

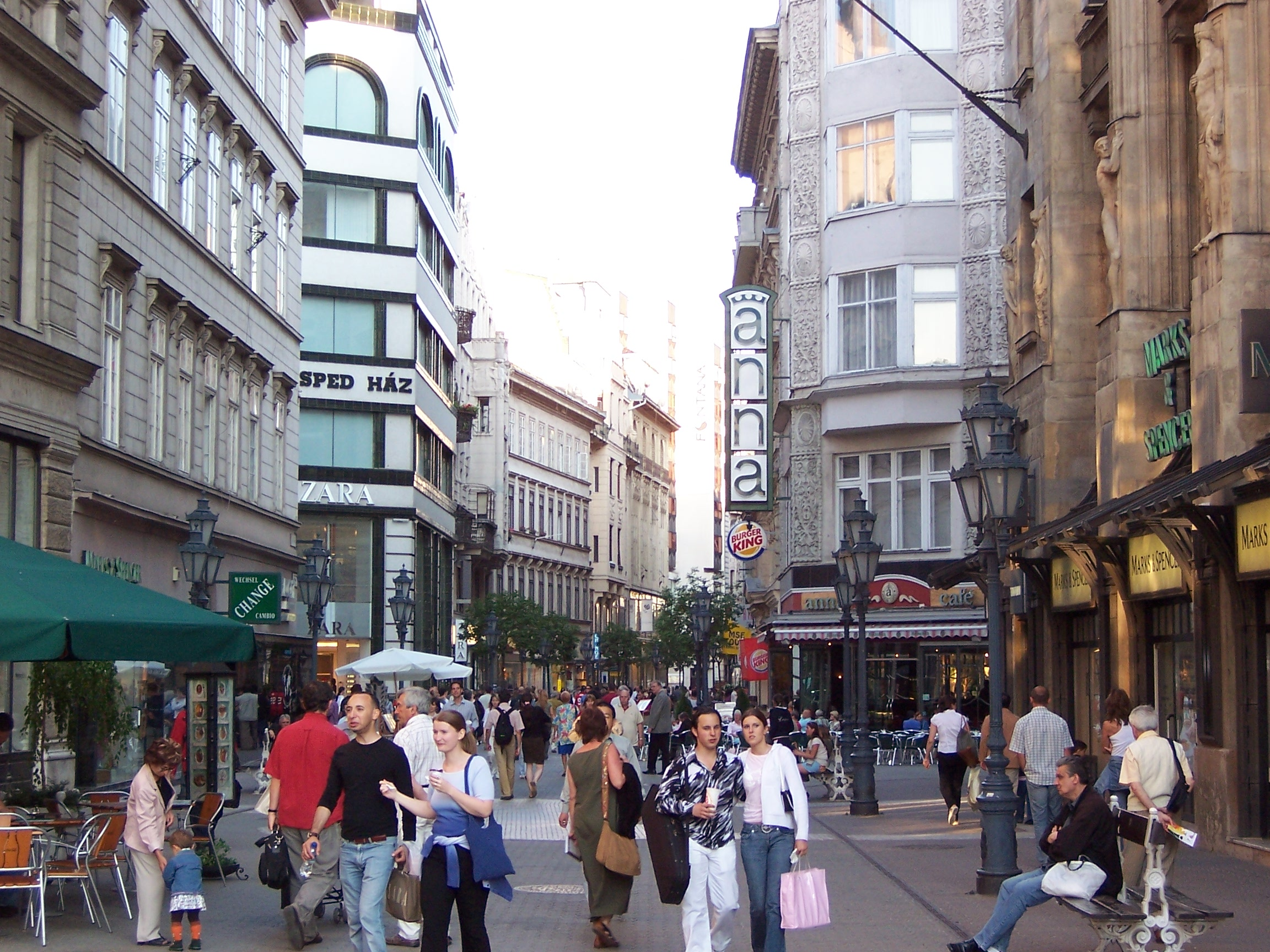
Váci utca (Waiznergasse) in Budapests Innenstadt

Die Váci utca (früher Waiznergasse oder auch Waitzener Gasse, nach der Stadt Vác oder Waitzen) ist Budapests älteste Handelsstraße und gilt heute als bekannteste Flaniermeile der Stadt. Sie befindet sich in der Altstadt von Pest. Die Straße verläuft parallel zur Donau in Nord-Süd-Richtung in unmittelbarer Nähe zum Fluss und verbindet die Große Markthalle mit dem Vörösmarty tér. Während sich der untere Teil an der Markthalle mit Restaurants und Souvenirläden überwiegend an Touristen richtet, ist die obere Hälfte eine belebte Einkaufsstraße mit vielen internationalen Modeketten.

## Galerie

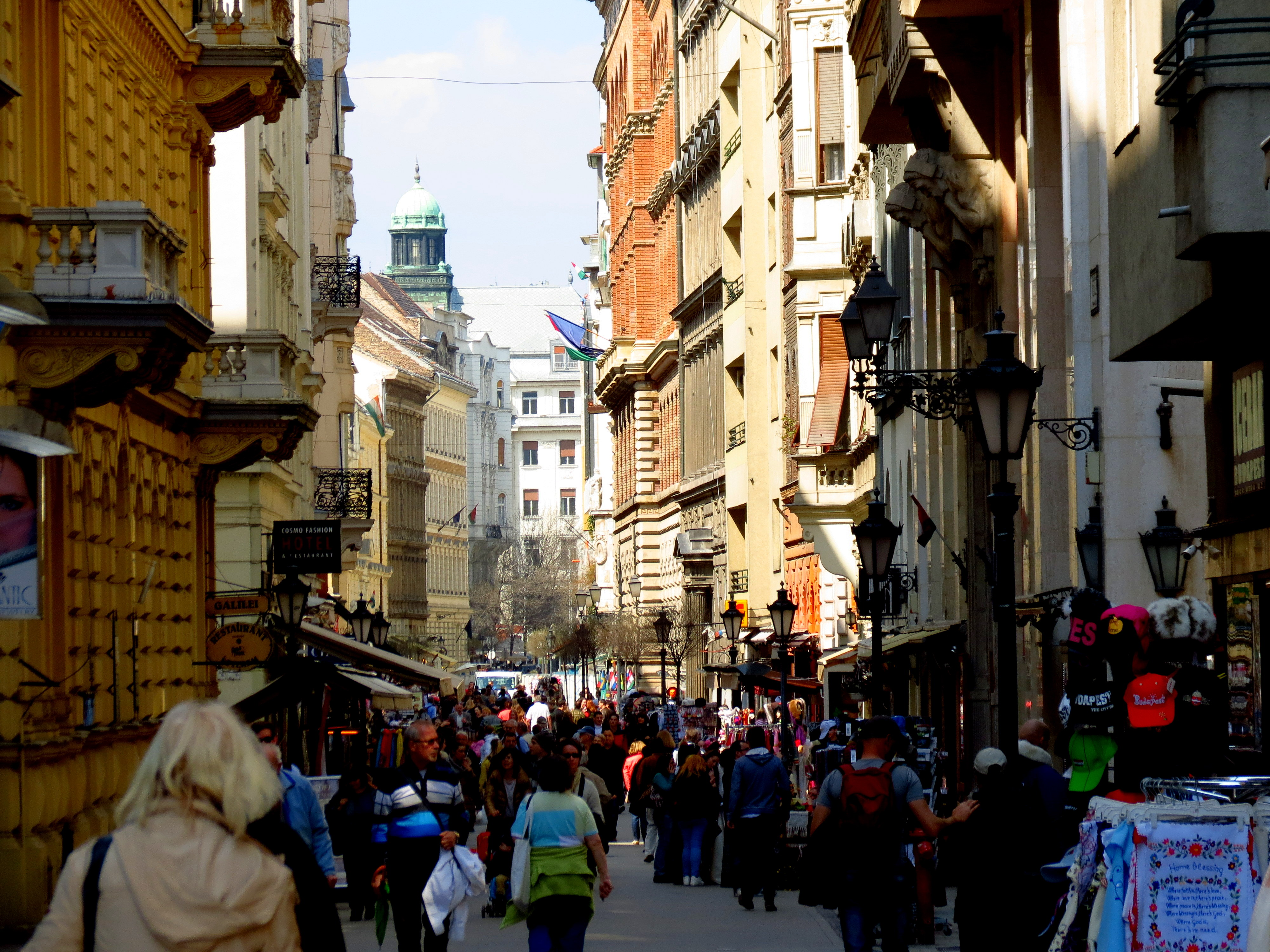
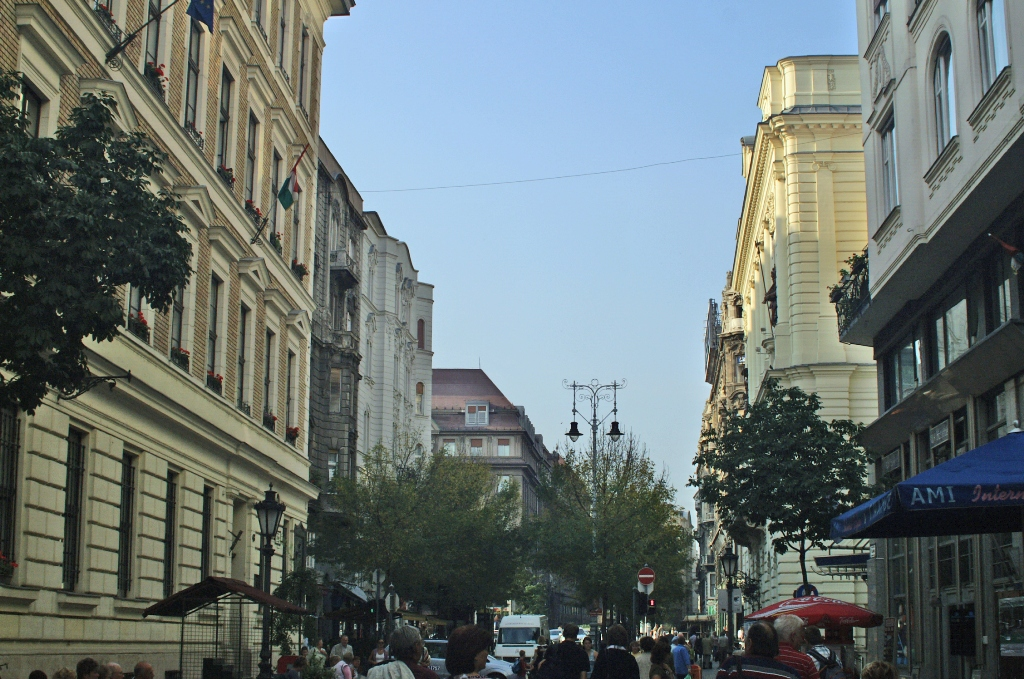
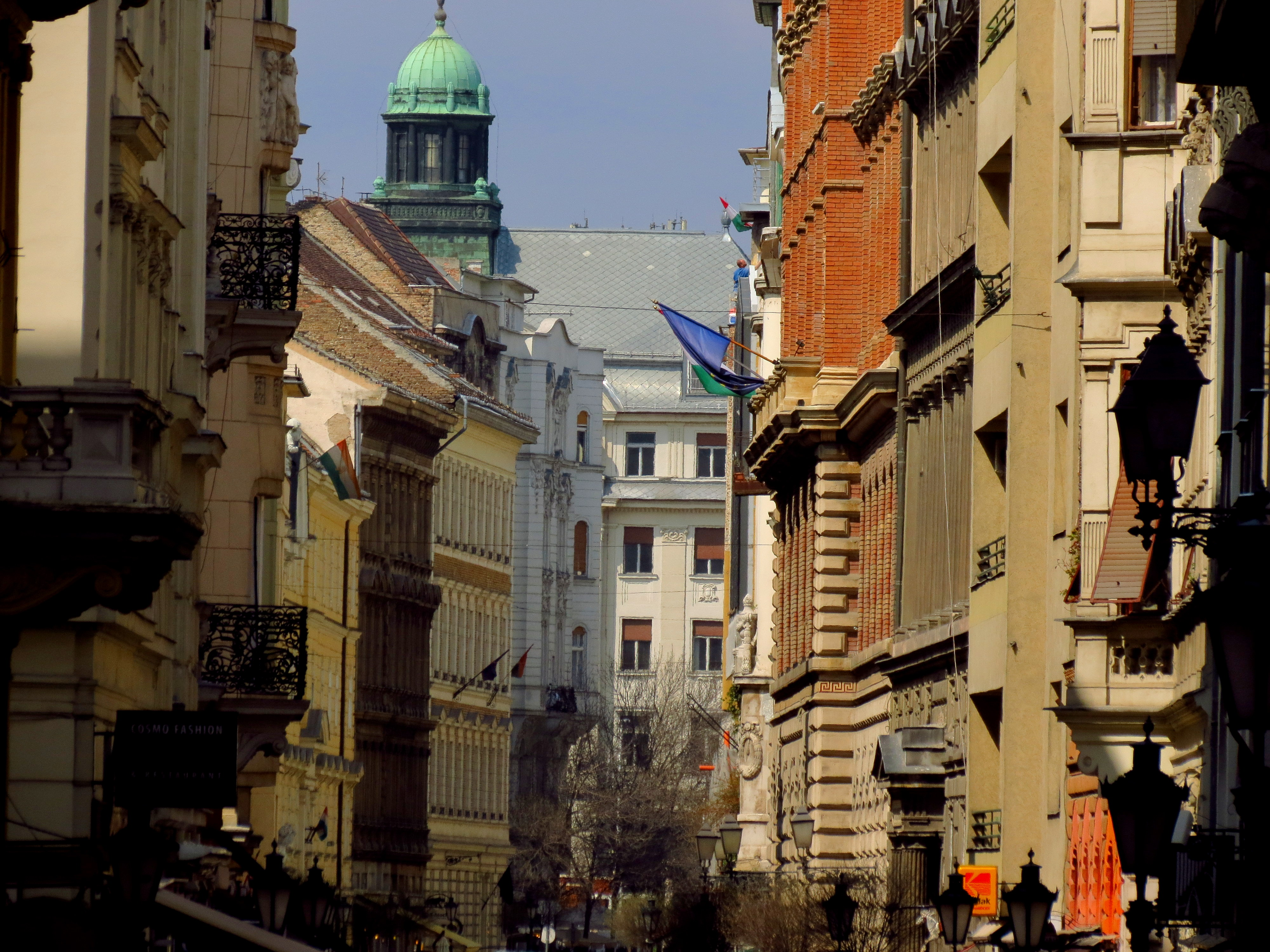